# Brian Gregan
Brian Gregan (né le 31 décembre 1989 à Dublin) est un athlète irlandais, spécialiste du 400 mètres.

## Biographie
En 2011, Brian Gregan remporte la médaille d'argent sur 400 mètres aux Championnats d'Europe espoirs avec un temps de 46 s 12, à seulement deux centièmes du vainqueur, le Britannique Nigel Levine.
Lors des Championnats d'Europe 2012, il réalise le meilleur temps des séries du 400 mètres avec 45 s 63, record personnel. Qualifié pour la finale, Gregan est à la lutte pour décrocher une médaille, mais blessé à l'aine, il termine 6e en 46 s 04.
En juin 2013 à Huelva, il porte son record personnel à 45 s 53.
Il bat en 3 min 3 s 57 le record national du relais 4 × 400 m lors des Championnats d'Europe 2014 à Zurich, avec son compatriote Thomas Barr, pour se qualifier pour la finale, où ce record est battu de nouveau en 3 min 1 s 67, avec Mark English.

## Palmarès
| Date | Compétition                       | Lieu      | Résultat | Épreuve   | Temps         |
| ---- | --------------------------------- | --------- | -------- | --------- | ------------- |
| 2011 | Championnats d'Europe espoirs     | Ostrava   | 2e       | 400 m     | 46 s 12       |
| 2011 | Universiade                       | Shenzhen  | 5e       | 400 m     | 45 s 96       |
| 2012 | Championnats d'Europe             | Helsinki  | 6e       | 400 m     | 46 s 04       |
| 2014 | Championnats d'Europe par équipes | Tallin    | 1re      | 400 m     | 46 s 54       |
| 2014 | Championnats d'Europe par équipes | Tallin    | 2e       | 4 × 400 m | 3 min 05 s 40 |
| 2015 | Championnats d'Europe par équipes | Heraklion | 4e       | 400 m     | 46 s 87       |
| 2017 | Championnats d'Europe par équipes | Vaasa     | 1er      | 400 m     | 45 s 83       |
| 2017 | Championnats d'Europe par équipes | Vaasa     | 2e       | 4 x 400 m | 3 min 05 s 08 |

## Records
| Épreuve    | Épreuve      | Performance | Lieu    | Date            |
| ---------- | ------------ | ----------- | ------- | --------------- |
| 400 mètres | En plein air | 45 s 53     | Huelva  | 12 juin 2013    |
| 400 mètres | En salle     | 46 s 07     | Athlone | 27 janvier 2013 |